# Zygmunt Noskowski

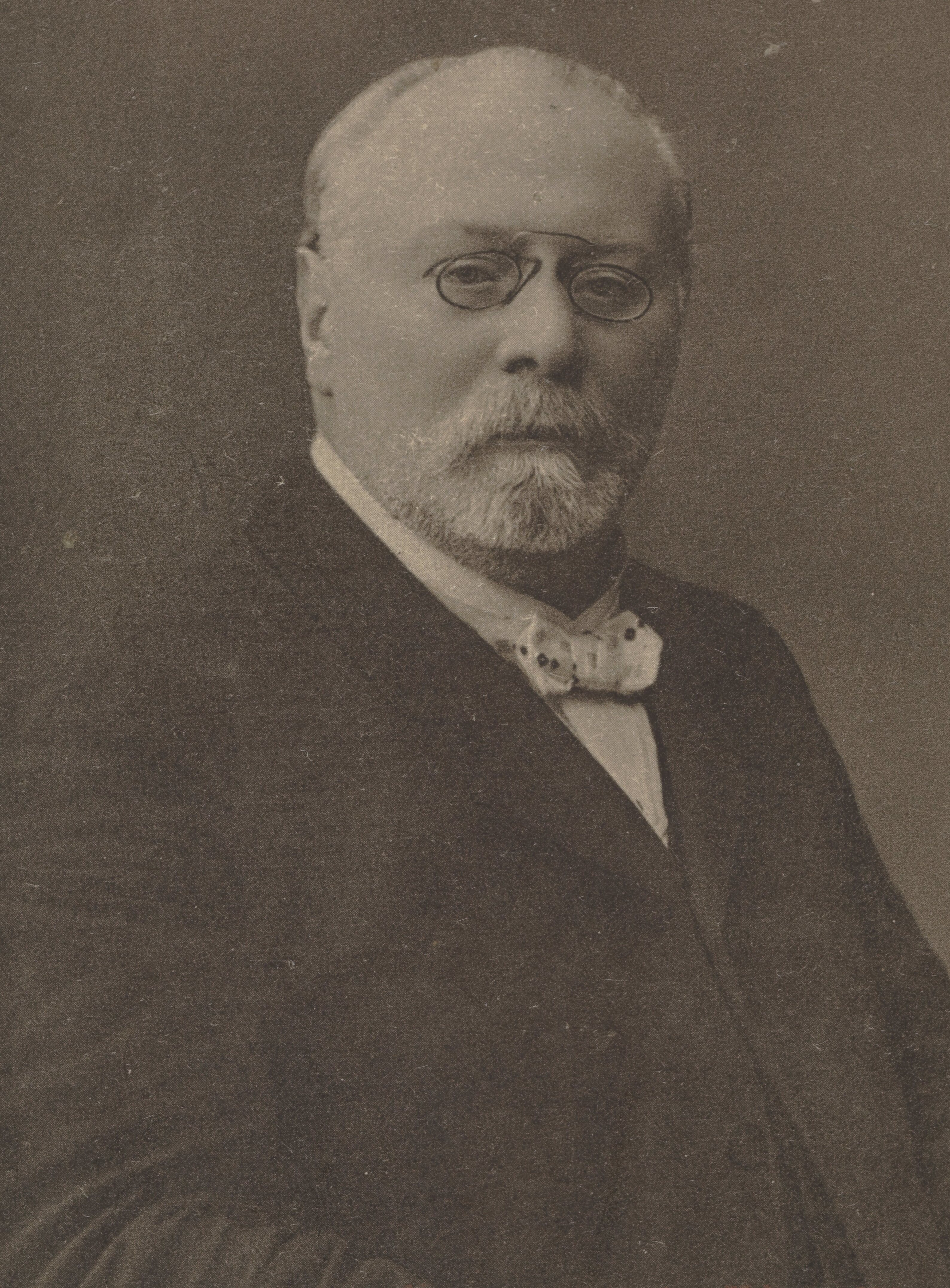
Zygmunt Noskowski

Zygmunt Noskowski (* 2. Mai 1846 in Warschau; † 23. Juli 1909 ebenda) war ein polnischer Komponist, Dirigent und Musikpädagoge.

## Leben und Wirken
Zygmunt Noskowski studierte bei Stanisław Moniuszko. Er wirkte als Lehrer am Blindeninstitut von Warschau und erfand eine Notenschrift für Blinde. Nach weiteren Studien bei Friedrich Kiel in Berlin wurde er städtischer Musikdirektor in Konstanz.
Nach seiner Rückkehr nach Warschau wurde er 1881 Dirigent der Musikgesellschaft und 1888 Lehrer am Konservatorium. Zu seinen Schülern zählten u. a. Mieczysław Karłowicz, Ludomir Różycki, Grzegorz Fitelberg, Apolinary Szeluto und Karol Szymanowski.
Seit 1905 war er Dirigent der Warschauer Philharmoniker, seit 1907 auch Direktor der städtischen Oper.

## Werke
Neben Opern, Operetten und einem Ballett komponierte er drei Sinfonien und mehrere sinfonische Dichtungen, Ouvertüren, kammermusikalische Werke, Klavierstücke, Chormusik und Lieder.
- Moments de danses, 6 pièces caractéristiques op. 40 Nr. 2, Natalie Janotha gewidmet
- Les Primavères. 4 Morceaux pour Piano op. 47 (No.1 Valse; No.2 Krakowiak; No.3 Mazurka; No.4 Polonaise de Concert), Jakubowski, Lemberg.
- Fleurs du Printemps. 4 Pièces charactéristiques pour Piano op. 48 (No.1 Primvère; No.2 N'oubliez pas; No.3 Rose; No.4 Marguerite), Jakubowski, Lemberg.